# محمد نظيف بك
الحاج مُحمَّد نظيف بك (لغة تركية عثمانية: حاجّى مُحمَّد نظيف بك) خطاط عثماني من مواليد عام 1262هـ / 1846م. وُلِدَ في مدينة روسجق البُلْغَارِية لعائلةٍ من أصول تترية قرمية، وقد نزح به والده مصطفى أفندي إلى مدينة دوبروكا في إستانبول بسبب الهجمات الروسية، وقد صدر مرسوم بإعادة توطين عائلته في مدينة بورصة، ونُقل مع شقيقه عاكف إلى مدرسة الإندرون الهمايونية التعليمية لإعداد موظفي البلاط العثماني، بناء على توسط أحد أقاربه.

## إجازة الخط
تعلم خط الثلث والنسخ عن الخطاط «عبد الواحد وَحْدَتي أفندي»، أحد أئمة دائرة حزب السعادة، وحصل على إجازة الخط في سن السادسة عشر من عمره، ودرس المشق أيضا عند الخطاط العثماني شفيق بك ثم درس خط التعليق والديواني الجلي والطغراء والثلث الجلي عن الخطاط المرموق سَامِي أفندي.
مارس رياضة المُصَارَعة في شرخ شبابه، اعتقاداً منه أنّ ذلك يُقَوِّي مِن يديه وذراعَيْه، وكان يُزاول قَطْع الأخشاب كلما سنحتْ له الفرصة للِحفاظ على ثباته في وقت كان الخطاطون يـحرِصون على تجنُّب رَفْع الأشياء الثقيلة حفاظاً منهم على ثبات أعصاب أيديهم، ومنهم محمد شوقي أفندي الذي اعتاد أن يضع يده اليمنى في جيب معطفه.

## العمل الحكومي
في عام 1867 عمل خطّاطاً في دائرة الأركان الحربية العمومية، كما عرف عنه تَفَوُّقِه في رَسْم الْخَرَائط بِمهارته في كتابة الأسماء الطويلة في الخرائط المطبوعة لملء الفراغات فيها. تَرَاوحتْ أعماله في اللوحات بين خطوط الثلث الجلي والنسخ الجلي والتعليق، وكتب في معظم أنماط الخط، وله كتابات على برج الساعة في قصر يلدز وقاعة الطعام في وزارة الحربية وأماكن أخرى كثيرة. كان له نشاط في صنع نماذج الدمى التي كانت تدخل في مسرحيات القرەقوز الترفيهية.

## ألقابه ووفاته
عُرف بألقاب عديدة منها: «الخطاط طويل الأحذية» بسبب الأحذية التي لم يخلعها أبدًا في الصيف والشتاء، و«الخطاط ذي الحقيبة» بسبب الحقيبة التي كانت تلازمه أينما حلَّ ويحتفظ بها على الدوام في يديه.
توفي في 8 مارس 1913 بسبب مرض ألمَّ في صدره وقلبه في أواخر حياته، وعلى الرغم من دفنه في مقبرة يحيى أفندي في إستانبول، إلّا أنه لم يُنصب شاهد قبر باسمه.

## شهادة بحقه
قال عنه الخطاط الكبير سامي أفندي وهو ينعي الخطاط عارف جار شنبەلي: «أخذ الله  عارفاً وعوضنا عنه بنظيف»، وقال نظيف في أستاذه سامي: «عند سامي أفندي عرفتُ أسرارَ الخط».
كتب نظيف خط النسخ بمستوى رائع، إلا أن الوقت لم يسعفه لكتابة مصحف واحد. وقد امتاز بثبات يده وقدرته على صياغة الحروف المكتنزة والتراكيب في يسر مع الإقلال من التشابك بين الحروف، والمحافظة الشديدة على سياق النص، وسهولة تتبع العين للكلمة وما يتلوها.